# Irenarch Rostovský
Svatý Irenarch Rostovský nebo Irenarchus byl mnich a poustevník z Rostova. Je uctíván jako světec v pravoslaví, zejména ruské pravoslavné církvi. 
Byl mystikem, vizionářem a velkým asketou. Po jeho smrti začalo být jeho relikviím připisováno mnoho fyzických, psychických a duchovních uzdravení. Jeho církevní svátek je 13. ledna.

## Život

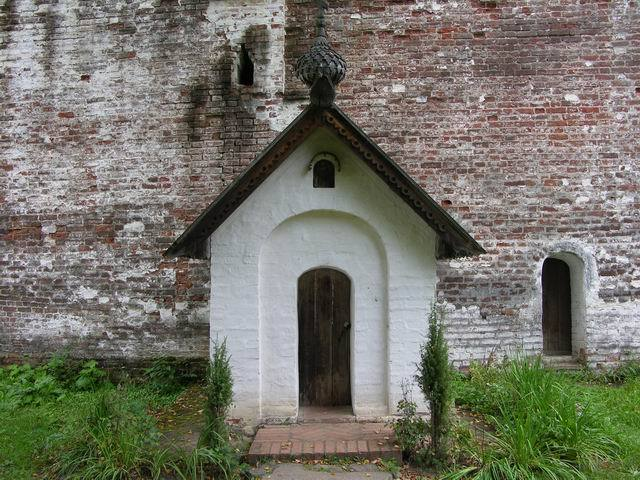
Klášterní cela svatého Irenarcha v monastýru svatých Borise a Gleba v Rostově

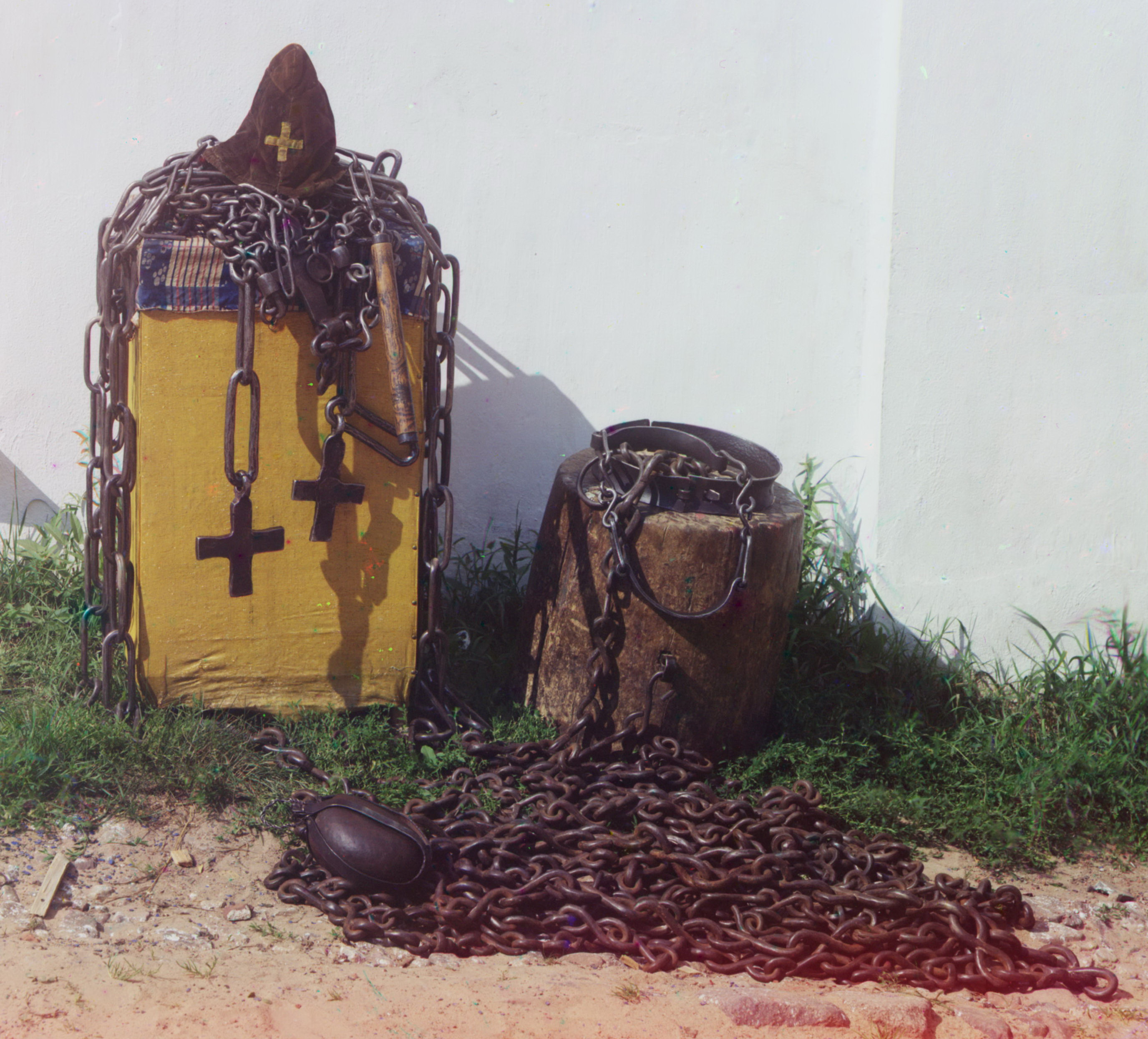
Verigi (řetězy) svatého Irenarcha

Irenarchus, poustevník z Rostova, se narodil do rolnické rodiny ve vesnici Kondakovo v okrese Rostov v Rusku. Při svatém křtu přijal jméno Eliáš. Ve svých třiceti letech byl postřižen na monacha v klášteře sv. Borise a Gleba v Rostově a přijal mnišské jméno Irenarch. Tam začal horlivě pracovat na klášterních úkolech, navštěvoval bohoslužby a v noci se modlil a spal (obyčejně jen 2 hodiny) na zemi. Jednou se slitoval nad tulákem, který neměl boty, dal mu ctihodný Irenarchus vlastní boty a od té doby začal chodit bos sněhem sám.
Dostalo se mu vidění od svatého Abrahama z Rostova, který mu nařizoval, aby přenechal všechen svůj majetek nejchudším. Irenarch zjevení uposlechl a žil nějakou dobu téměř v naprosté izolaci v klášteře sv. Lazara v Rostově a poté se vrátil do svého původního kláštera. Nový představený otec Varlaam byl mnohem chápavější a zmocnil ho, aby se stal poustevníkem. Svatý Irenarch proto praktikoval obzvláště usilovnou askezi, vystavoval se ústraní, které trvalo více než dvacet pět let, nosil těžké železné řetězy (verigi), spal jen dvě až tři hodiny v noci a neustále se modlil Ježíšovu modlitbu.